# 卢登
卢登是德国下萨克森州的一个市镇。总面积4.35平方公里，总人口1090人，其中男性551人，女性539人（2011年12月31日），人口密度251人/平方公里。